# Danh sách cầu thủ tham dự Cúp bóng đá châu Á 1964
Đây là các đội hình tham dự Cúp bóng đá châu Á 1964 diễn ra ở Israel.

## Israel
Huấn luyện viên:  Yosef Merimovich
| Số | VT | Cầu thủ            | Ngày sinh (tuổi)            | Trận | Bàn | Câu lạc bộ           |
| -- | -- | ------------------ | --------------------------- | ---- | --- | -------------------- |
|    | TM | Haim Levin         | 3 tháng 3, 1937 (27 tuổi)   | 1    | 0   | Maccabi Tel Aviv     |
|    | TM | Itzhak Vissoker    | 18 tháng 9, 1944 (19 tuổi)  | 4    | 0   | Hapoel Petah Tikva   |
|    | HV | Avraham Kalmi      |                             | 1    | 0   | Maccabi Jaffa        |
|    | HV | David Primo        | 5 tháng 5, 1946 (18 tuổi)   | 2    | 0   | Hapoel Tel Aviv      |
|    | HV | Haim Bahar         | 10 tháng 4, 1943 (21 tuổi)  | 0    | 0   | Hapoel Petah Tikva   |
|    | HV | Moshe Leon         | 9 tháng 1, 1944 (20 tuổi)   | 7    | 0   | Maccabi Jaffa        |
|    | HV | Shaul Matania      | 8 tháng 3, 1937 (19 tuổi)   | 17   | 0   | Maccabi Tel Aviv     |
|    | TV | Amatzia Levkovich  | 27 tháng 12, 1937 (18 tuổi) | 36   | 1   | Hapoel Tel Aviv      |
|    | TV | Gideon Tish        | 13 tháng 10, 1939 (16 tuổi) | 34   | 0   | Hapoel Tel Aviv      |
|    | TV | Mordechai Spiegler | 19 tháng 8, 1944 (19 tuổi)  | 4    | 1   | Maccabi Netanya      |
|    | TV | Nahum Stelmach     | 19 tháng 7, 1936 (27 tuổi)  | 45   | 20  | Hapoel Petah Tikva   |
|    | TV | Yehezkel Katsav    | 1945 (aged 19)              | 0    | 0   | Maccabi Jaffa        |
|    | TV | Yosef Mahalal      | 25 tháng 12, 1939 (24 tuổi) | 4    | 2   | Bnei Yehuda          |
|    | TĐ | Einstein Kalish    | 1939 (aged 25)              | 2    | 0   | Maccabi Jaffa        |
|    | TĐ | Rahamim Talbi      | 17 tháng 5, 1943 (21 tuổi)  | 0    | 0   | Maccabi Tel Aviv     |
|    | TĐ | Roby Young         | 15 tháng 5, 1942 (22 tuổi)  | 13   | 2   | Hapoel Haifa         |
|    | TĐ | Shlomo Levi        | 1 tháng 6, 1934 (29 tuổi)   | 11   | 6   | Hapoel Ramat Gan     |
|    | TĐ | Yohai Aharoni      | 8 tháng 6, 1943 (20 tuổi)   | 0    | 0   | Hapoel Mahane Yehuda |

## Ấn Độ
Huấn luyện viên:  Harry Wright
| Số | VT | Cầu thủ              | Ngày sinh (tuổi)            | Trận | Bàn | Câu lạc bộ |
| -- | -- | -------------------- | --------------------------- | ---- | --- | ---------- |
|    | TM | Peter Thangaraj      | 1936                        |      |     |            |
|    | HV | Menon Chandrashekar  |                             |      |     |            |
|    | HV | Fortunata Franco     |                             |      |     |            |
|    | HV | Prasanto Sinha       |                             |      |     |            |
|    | HV | Arun Ghosh           |                             |      |     |            |
|    | TV | Mohammed Yousuf Khan |                             |      |     |            |
|    | TV | Jarnail Singh        |                             |      |     |            |
|    | TV | Chuni Goswami        | 19 tháng 1, 1938 (26 tuổi)  |      |     |            |
|    | TĐ | Inder Singh          | 23 tháng 12, 1943 (20 tuổi) |      |     |            |
|    | TĐ | K. Appalaraju        |                             |      |     |            |
|    | TĐ | Arumai Nayagam       |                             |      |     |            |
|    | TM | S.S. Narayan         |                             |      |     |            |
|    | HV | Mritunjoy Banerjee   |                             |      |     |            |
|    | HV | Syed Nayeemuddin     |                             |      |     |            |
|    | TV | Ram Bahadur          |                             |      |     |            |
|    | TV | Kajal Mukherjee      |                             |      |     |            |
|    | TĐ | H.H. Hamid           |                             |      |     |            |
|    | TĐ | Sukumar Samajapati   |                             |      |     |            |

## Hồng Kông
Huấn luyện viên:  Fei Chun Wah(費春華)
| Số | VT | Cầu thủ                   | Ngày sinh (tuổi) | Trận | Bàn | Câu lạc bộ          |
| -- | -- | ------------------------- | ---------------- | ---- | --- | ------------------- |
|    | TM | Lo Duck Koon(盧德權)      |                  |      |     |                     |
|    | HV | Lok Tak Hing(駱德興)      |                  |      |     |                     |
|    | HV | Ip Kam Hung(葉錦洪)       |                  |      |     |                     |
|    | HV | Fung Kee Wan(馮紀魂)      |                  |      |     |                     |
|    | HV | Liu Kam Ming(廖錦明)      |                  |      |     |                     |
|    | TV | Ho Cheung Yau(何祥友)     |                  |      |     | South Trung Quốc AA |
|    | TV | Cheung Wing Ching(張永清) |                  |      |     |                     |
|    | TV | Cheung Yiu Kwok(張耀國)   |                  |      |     |                     |
|    | TĐ | Au Pan Nin(區彭年)        |                  |      |     |                     |
|    | TĐ | Kwok Wing(郭榮)           |                  |      |     |                     |
|    | TĐ | Leung Wai Hung(梁偉雄)    |                  |      |     |                     |
|    | TM | Lam Mok Siu               |                  |      |     |                     |
|    | HV | Wu Kit Leung              |                  |      |     |                     |
|    | TV | Kung Wah Kit(龔華傑)      |                  |      |     |                     |
|    | TV | Lau Chi Lam(劉志霖)       |                  |      |     |                     |
|    | TĐ | Lee Kwok Keung(李國強)    |                  |      |     |                     |
|    | TĐ | Lau Kai Chiu(劉繼照)      |                  |      |     |                     |

## Hàn Quốc
Huấn luyện viên:  Lee Yoo-Hyung
| Số | VT | Cầu thủ         | Ngày sinh (tuổi)           | Trận | Bàn | Câu lạc bộ |
| -- | -- | --------------- | -------------------------- | ---- | --- | ---------- |
|    | TM | Yang Woo-Shik   |                            |      |     |            |
|    | HV | Kim Jung-Seok   |                            |      |     |            |
|    | HV | Park Seung-Ok   | 28 tháng 1, 1938 (26 tuổi) |      |     |            |
|    | TV | Kim Young-Yeol  |                            |      |     |            |
|    | HV | Seo Sung-Oh     |                            |      |     |            |
|    | HV | Cho Nam-Soo     |                            |      |     |            |
|    | TV | Choi Myung-Gon  |                            |      |     |            |
|    | TV | Lee Soon-Myung  |                            |      |     |            |
|    | TĐ | Jang Seok-Woo   |                            |      |     |            |
|    | TĐ | Huh Yoon-Jung   |                            |      |     |            |
|    | TĐ | Chung Soon-Chun |                            |      |     |            |
|    | TM | Oh In-Bok       |                            |      |     |            |
|    | HV | Lee Eun-Sung    |                            |      |     |            |
|    | TV | Kim Doo-Seon    |                            |      |     |            |
|    | TĐ | Chung Byung-Tak |                            |      |     |            |
|    | TĐ | Jang Ji-Un      |                            |      |     |            |
|    |    | Bae Geum-soo    |                            |      |     |            |

Apparently the KFA send a B team, as the main players diễn ra ở the Olympic Qualifying Round around the same time frame.